# Louise Fitzhug
Louise Fitzhugh (5 de outubro de 1928 - 19 de novembro de 1974) foi uma escritora e ilustradora norte-americana de livros infantis, mais conhecida pelo romance Harriet the Spy. Seus outros romances foram duas continuações de Harriet, The Long Secret and Sport, e Nobody's Family is Going to Change.

## Biografia

### Juventude
Fitzhugh nasceu em Memphis, Tennessee, de pais ricos em 1928. Seus pais se divorciaram quando ela era criança e seu pai, Millsaps Fitzhugh, ganhou a custódia; ela morava com ele no sul. Ela frequentou a Escola de Miss Hutchison e três universidades diferentes. Ela morou em Washington, DC, França e Itália.
Ela frequentou o Bard College, onde se envolveu com política e anti-racismo. Ela estudou arte na Itália e na França, e continuou seus estudos na Art Students League e na Cooper Union. Ela viveu a maior parte de sua vida adulta na cidade de Nova York e tinha casas em Long Island e Bridgewater, Connecticut.

### Carreira
Fitzhugh foi o ilustrador do livro infantil Suzuki Beane de 1961, uma paródia de Eloise; enquanto Eloise morava no Plaza, Suzuki era filha de pais beatniks e dormia em um colchão no chão de um apartamento da Bleecker Street em Greenwich Village. Fitzhugh trabalhou em estreita colaboração com a autora Sandra Scoppettone para produzir Suzuki Beane, que incorporou fontes de máquina de escrever e desenhos de linha de uma forma original. Embora uma paródia da presunção de Eloise e beatnik, o livro ganhou vida como uma genuína obra de literatura. Hoje, é muito procurado em sites de livros usados.
O livro mais conhecido de Fitzhugh foi Harriet the Spy, publicado em 1964 com alguma controvérsia, uma vez que tantos personagens estavam longe de ser admiráveis. Desde então, tornou-se um clássico. De acordo com seu obituário do New York Times, publicado em 19 de novembro de 1974: "O livro ajudou a introduzir um novo realismo na ficção infantil e foi amplamente imitado". Harriet é filha de nova-iorquinos abastados que a deixam aos cuidados de sua babá, Ole Golly, em sua casa em Manhattan. Dificilmente a heroína feminina feminina típica do início dos anos 1960, Harriet é uma escritora que anota tudo sobre todos em seu mundo em um caderno que acaba caindo nas mãos erradas. Ole Golly dá a Harriet o conselho improvável, mas prático: "Às vezes você tem que mentir. Mas para você mesmo, você deve sempre dizer a verdade". Em geral, Harriet the Spy foi bem recebido - foi nomeado para a lista do prêmio de livro em destaque do New York Times em 1964 - e vendeu 4 milhões de cópias desde a publicação. Era muito popular entre as meninas, especialmente meninas inconformadas que careciam de representação na ficção.
Fitzhugh, como muitos fãs de Harriet, era lésbica. "Embora a sexualidade de Harriet nunca seja mencionada no livro, as roupas e bravatas de seu menino enviaram uma mensagem para algumas crianças que se sentiam diferentes e não sabiam por quê".
Dois personagens do livro, Beth Ellen e Sport, foram apresentados em dois dos livros posteriores de Fitzhugh, The Long Secret and Sport. The Long Secret trata com bastante honestidade da puberdade feminina; os personagens principais são garotas pré-adolescentes que discutem como seus corpos se transformam.
Outro manuscrito para jovens adultos, Amelia, dizia respeito a duas garotas se apaixonando. Este manuscrito não foi publicado e foi perdido posteriormente.
Fitzhugh ilustrou muitos de seus livros e teve obras expostas na Banfer Gallery, Nova York, em 1963, entre muitas outras galerias.

### Morte
Fitzhugh morreu em 1974 de aneurisma cerebral, oito dias antes da publicação de seu terceiro romance, Nobody's Family Is Going To Change. Seu obituário foi publicado no The New York Times.

## Trabalhos

### Romances
- Harriet the Spy (Harper & Row, 1964)
- The Long Secret (Harper & Row, 1965) – sequel to Harriet the Spy
- Nobody's Family Is Going to Change (Farrar, Straus and Giroux, 1974),  LCCN 74-19152
- Sport (Delacorte, 1979) – quase sequela publicada postumamente para Harriet,  LCCN 78-72861

### Children's books
- Bang, Bang, You're Dead, (co-escrito com Sandra Scoppettone), illus. Fitzhugh (Harper & Row, 1969),  LCCN 69-14440
- I Am Five, escrito e ilustrado. by Fitzhugh (Delacorte Press, 1978),  LCCN 78-50404
- I Am Four, illus. Susan Bonners (Delacorte, 1982),  LCCN 82-70309
- I Am Three, illus. Susanna Natti (Delacorte, 1982),  LCCN 81-15218

### Apenas como ilustrador
- Suzuki Beane, escrito por Sandra Scoppettone, (Doubleday, 1961),  LCCN 61-7513